# Goodenia hederacea
Espèce
Classification phylogénétique
Goodenia hederacea est une espèce d'angiospermes originaire d'Australie.
Elle peut être rampante ou érigée atteignant jusqu'à 80 cm de hauteur avec des tiges partant de la base. Les feuilles font de 10 à 120 mm de long et de 3 à 25 mm de large avec une face supérieure bien verte et une surface inférieure qui peut être glabre ou tomenteuse. Les fleurs jaunes font de 8 à 15 mm de long et apparaissent entre août et avril dans l'aire de répartition naturelle de l'espèce.
L'espèce est présente dans les bois, forêts et prairies alpines dans les collines et les zones côtières du Queensland, de la Nouvelle-Galles du Sud et du Victoria.
L'espèce a été décrite par le botaniste anglais James Smith en 1794 dans les Transactions de la Société linnéenne de Londres

## Sous-espèces[2]
- Goodenia hederacea subsp. alpestris (K.Krause) Carolin
- Goodenia hederacea Sm.  subsp. hederacea